# Hush, Hush
Hush Hush es una novela juvenil publicada el 13 de octubre de 2009 por la autora estadounidense Becca Fitzpatrick. El libro se convirtió en un Best Seller del New York Times List y ha sido traducido a diversos idiomas, incluyendo español, chino, italiano, francés, polaco, rumano, turco, portugués y sueco.

### Argumento
Nora Grey es una alumna aplicada que busca una beca para estudiar en la universidad. Vive con su madre en una granja. Todo cambia cuando conoce al enigmático Patch, su nuevo compañero de instituto, por quien siente atracción y rechazo a la vez; él es un misterioso muchacho que intenta acercarse a ella. Más adelante, Nora se entera de que Patch es un ángel caído del cielo que busca convertirse en humano, pero para hacerlo tiene que hacer un gran sacrificio en donde Nora, la protagonista, tiene una gran importancia.